# اچ‌ام‌اس دفنس (۱۸۶۱)
اچ‌ام‌اس دفنس (۱۸۶۱) (به انگلیسی: HMS Defence (1861)) یک کشتی بود که طول آن ۲۸۰ فوت (۸۵٫۳ متر) بود. این کشتی در سال ۱۸۶۱ ساخته شد.